# Cloverland (Contea di Douglas, Wisconsin)
Cloverland è un comune degli Stati Uniti, situato in Wisconsin, nella Contea di Douglas.